# Національний університет водного господарства та природокористування
Націона́льний університе́т во́дного господа́рства та природокористува́ння, НУВГП — вищий навчальний заклад в місті Рівне, Україна.
НУВГП — визнаний в Україні та за її межами єдиний в державі вищий навчальний заклад, який готує фахівців для галузі водного господарства, з потужною матеріально-технічною базою, висококваліфікованим кадровим потенціалом, багатотисячною студентською сім'єю.
Упродовж свого існування університет пройшов славний шлях від гідротехнічного училища до провідного вищого навчального закладу України.
Викладачі, науковці та випускники університету внесли вагомий вклад у вітчизняну і світову науку та практику в галузях водного господарства, будівництва і архітектури, охорони навколишнього природного середовища, економіки природокористування, гідроенергетики, водопостачання та водовідведення, енергозбереження, машинобудування.
Авторитет університету ґрунтується на вдалому поєднанні багатьох традицій, що складалися впродовж сотні років та запровадженні нових здобутків науковцями університету, які сьогодні працюють над вирішенням питань прогнозування та управління меліорованими територіями, збереження та раціонального використання водних і земельних ресурсів, реформування та удосконалення управління водним господарством країни, забезпечення водою населення та усіх галузей економіки України.
Навчально-виховний процес в університеті забезпечує 650 науково-педагогічних працівників, у тому числі: 75 докторів наук, 85 професорів; 350 кандидатів наук, доцентів, серед них: 45 дійсних членів галузевих академій наук України і зарубіжних країн; 31 заслужений діяч науки і техніки України, заслужені працівники освіти, винахідники, економісти та архітектори України.
Науково-педагогічні кадри для кафедр готуються в аспірантурі за 26 та в докторантурі за 6 науковими спеціальностями, де навчаються понад 120 осіб. В університеті працює 5 спеціалізованих вчених рад із захисту кандидатських і докторських дисертацій за 9 науковими спеціальностями, дві з них — докторські.
Університет — вищий навчальний заклад IV рівня акредитації, що надає освітні послуги з одержанням вищої освіти на рівні кваліфікаційних вимог бакалавра — за 32 напрямами підготовки та магістра — за 47 спеціальностями, у тому числі, для іноземних громадян.
У складі університету функціонує 53 кафедри та 8 навчально-наукових інститутів: водного господарства та природооблаштування; будівництва та архітектури; механічний; економіки та менеджменту; права; агроекології та землеустрою; автоматики, кібернетики та обчислювальної техніки; заочно-дистанційного навчання.
До складу університету також входять Інститут післядипломної освіти, Надслучанський інститут, локальні центри дистанційного навчання — Південний, Північний, Східний, Закарпатський, Західний, 5 коледжів, діє кафедра військової підготовки.

## Історія

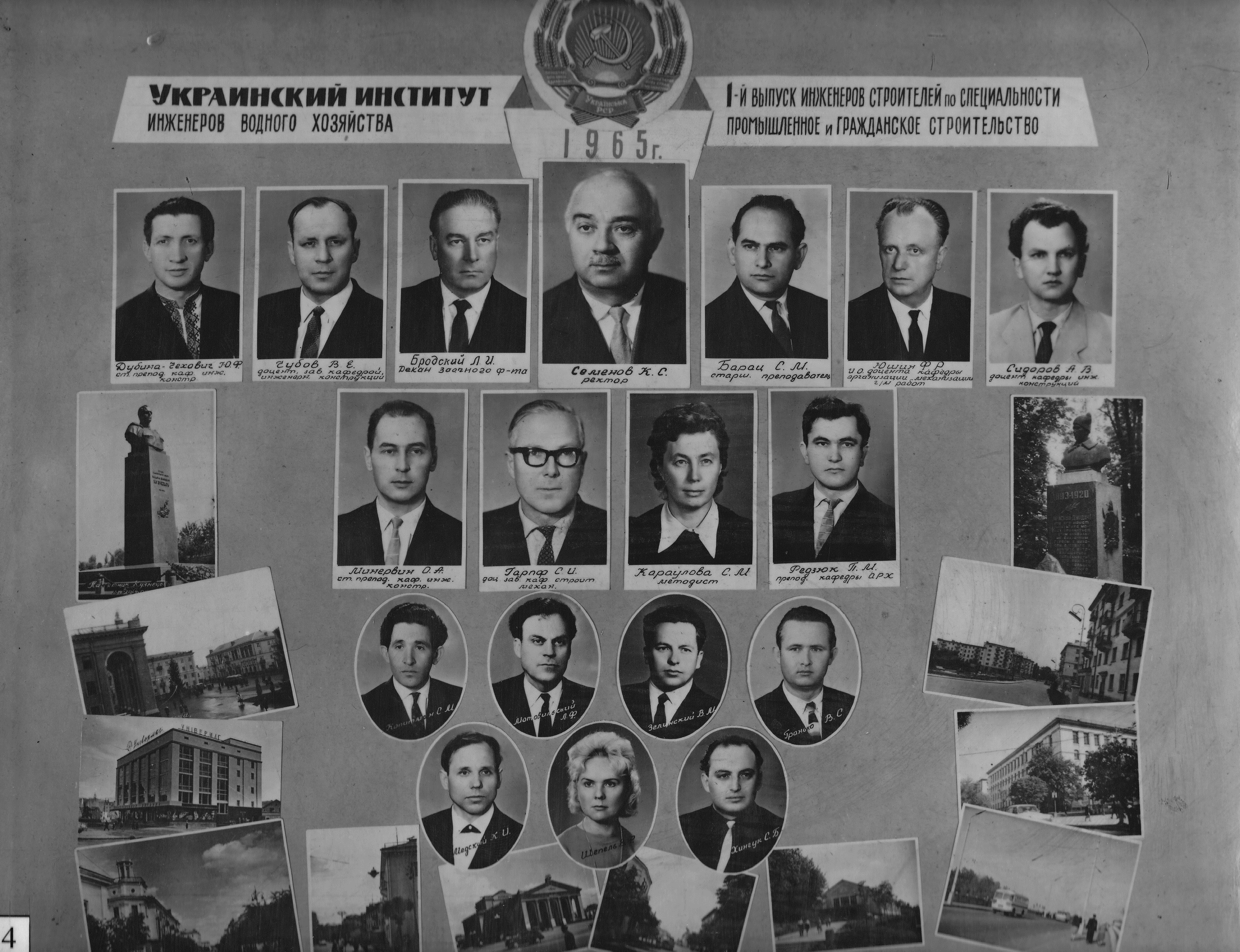
Перші випускники Українського інституту інженерів водного господарства

Навчальний заклад засновано у 1915 році в місті Києві. З 1959 року переведено до м. Рівне як Український інститут інженерів водного господарства.
У 1995 році інститут отримав статус Української державної академії водного господарства. У 1998 році на базі закладу та Рівненських державних автотранспортного і текстильного технікумів створено Рівненський державний технічний університет, а у березні 2002 року перейменовано на Український державний університет водного господарства та природокористування.
У травні 2004 року навчальному закладу присвоєно статус Національного університету водного господарства та природокористування.

## Корпуси та кампуси
Університет має потужну матеріально-технічну базу, що відповідає сучасним вимогам підготовки фахівців. Навчальний процес проводиться у дев'яти навчальних корпусах, де функціонує понад 100 спеціалізованих аудиторій, кабінетів, лабораторій, класів, оснащених сучасною аудіовізуальною технікою, комп'ютерами та іншим технічним обладнанням.
Введено в експлуатацію десятий корпус, який незабаром стане освітнім та  меблевим  кластером, осередком креативних  індустрій, бізнес-інкубатором.
В університеті сьогодні здобувають вищу освіту близько 9000 студентів, у тому числі 5000 — за денною формою навчання.
Навчальні корпуси об'єднані переходами в єдиний комплекс. Поряд знаходяться гуртожитки, в яких функціонують філії бібліотеки, кімнати для відпочинку та занять спортом. Студенти, які потребують житла, забезпечені місцями в гуртожитках. Введення в експлуатацію 2016 року власної котельні  дозволило значно економити кошти  університету на теплопостачанні, що позитивно відобразилося на оплаті за гуртожиток студентами.
На території студмістечка працюють: сучасні кафетерії, їдальні, спортивний корпус з комплексом відкритих майданчиків і стадіоном.
Навчальну, виробничу та інші практики студенти проходять у лабораторіях, майстернях, на навчальних полігонах університету, у провідних установах і підприємствах України, зарубіжних вищих навчальних закладах та підприємствах.
В університеті є бази практики і відпочинку на Чорноморському узбережжі (с. Залізний Порт Херсонської області) та спортивно-оздоровчий табір у с. Хотинь Рівненського району, де організовується літній відпочинок і оздоровлення студентів, співробітників і членів їх сімей.
Студенти можуть користуватися послугами таких закладів, як:
- спортивний комплекс;
- відділ у справах студентів;
- центр естетичного виховання молоді;
- центр соціальних служб студентської молоді;
- соціально-побутовий комплекс;
- бази практики і відпочинку на Чорному морі та на Рівненщині.

## Структура

### Навчально-науковий інститут Будівництва та архітектури
Кафедри

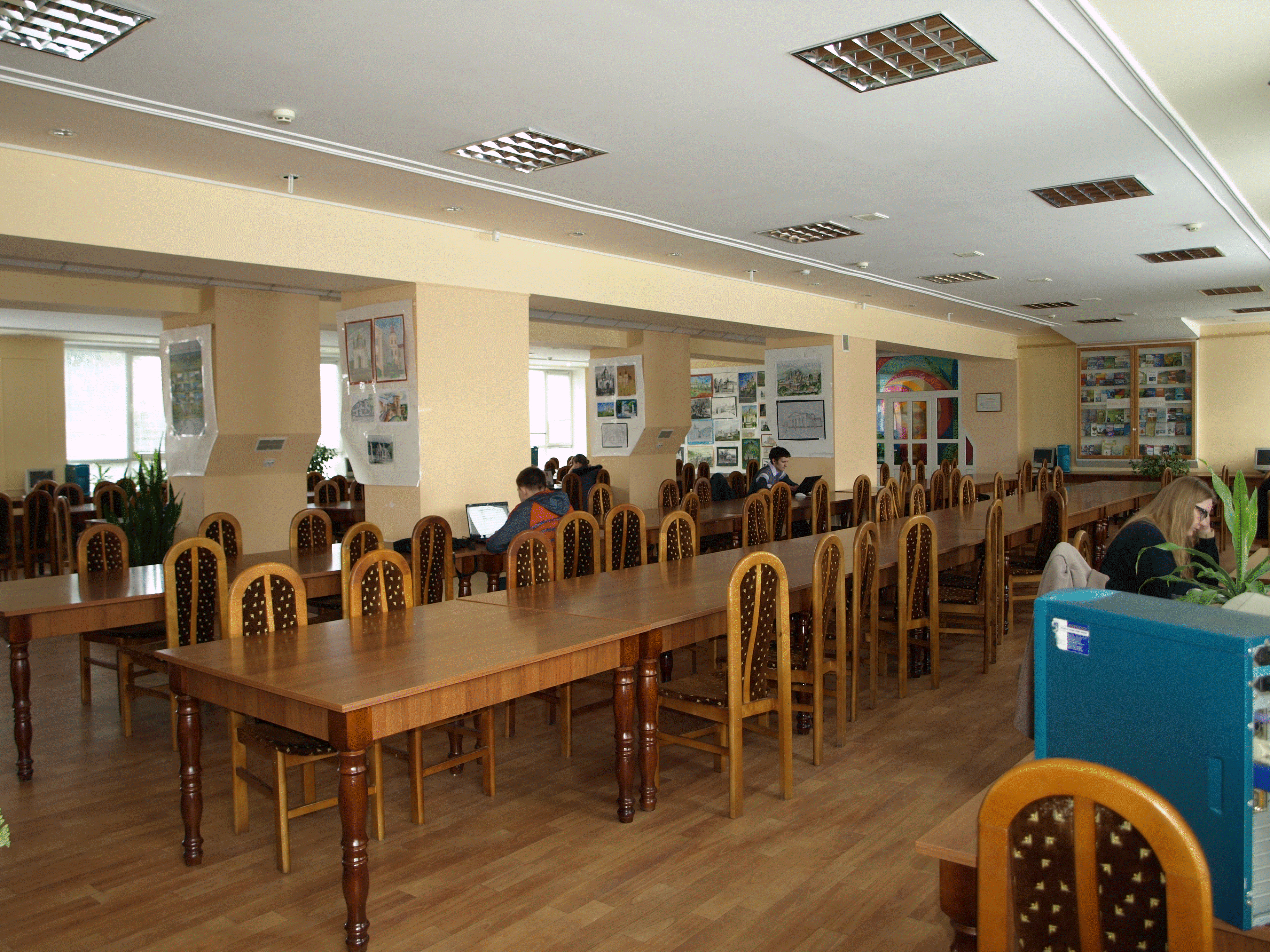
Бібліотека

1. Архітектури та середовищного дизайну
2. Автомобільних доріг і аеродромів
3. Водопостачання водовідведення та бурової справи
4. Міського будівництва та господарства
5. Мостів і тунелів, опору матеріалів і будівельної механіки
6. Основ архітектурного проектування, конструювання та графіки
7. Охорони праці і безпеки життєдіяльності
8. Промислового, цивільного будівництва та інженерних споруд
9. Теплогазопостачання, вентиляції та санітарної техніки
10. Технології будівельних виробів і матеріалознавства

Філії кафедр на підприємствах, лабораторії, центри
1. Випробувальний центр будівельних матеріалів і конструкцій
2. Випробувальна лабораторія будівельних матеріалів
3. Науково-дослідна лабораторія будівельних конструкцій і механіки ґрунтів
4. Науково-дослідна лабораторія кафедри інженерних конструкцій
5. Управління містобудування і архітектури м. Рівного
6. Управління житлово-комунального господарства м. Рівного

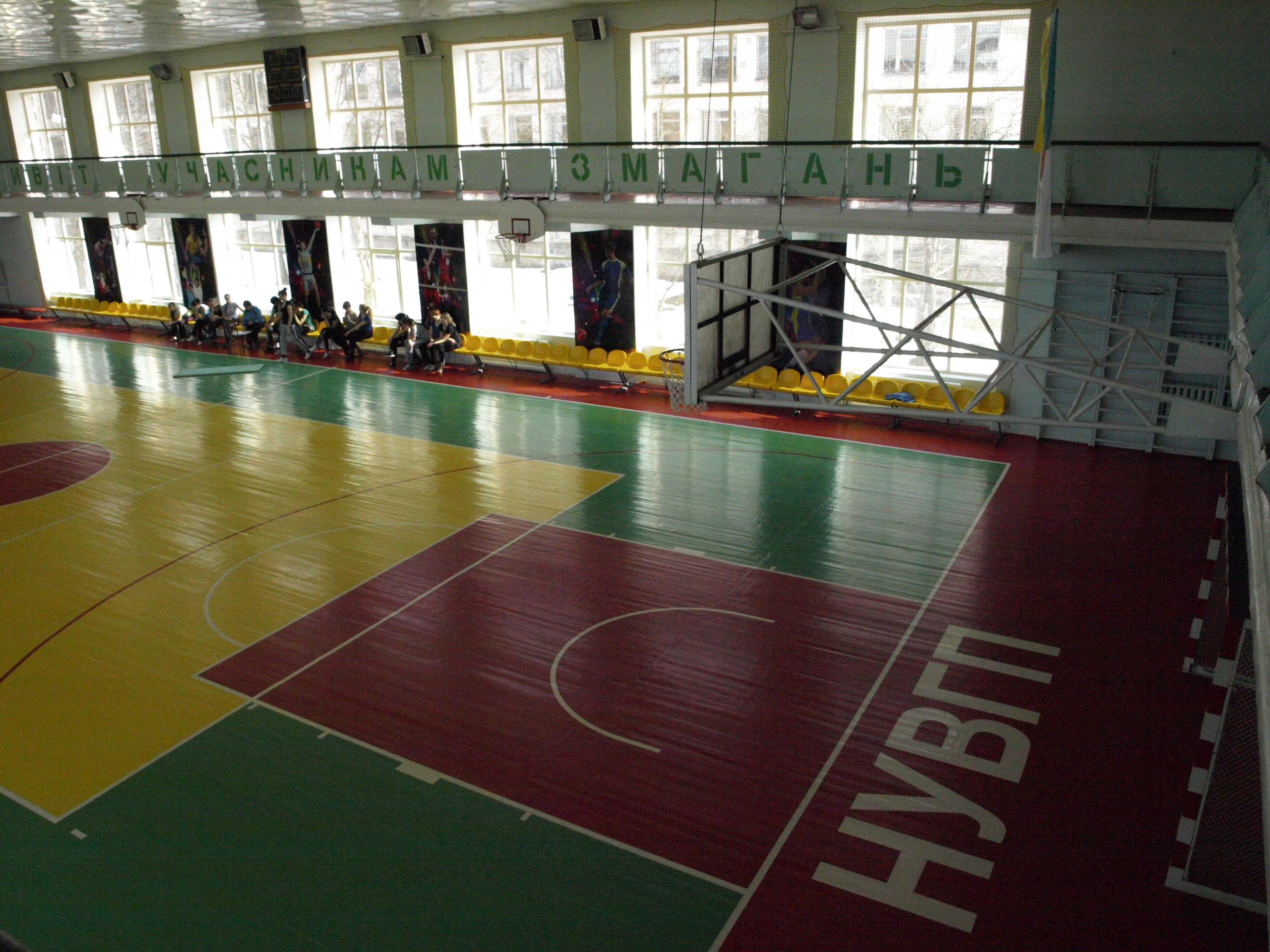
Спортзал

Навчальні науково-виробничі комплекси
1. «Будівельник»
2. «Дорожник»
3. «Зодчий»
4. «Містобудівельник»
5. «Технолог»

### Навчально-науковий інститут Енергетики, Автоматики та Водного господарства (2025)
Кафедри
1. Автоматизації, електротехнічних та комп'ютерно-інтегрованих технологій
2. Водної інженерії та водних технологій
3. Геології та гідрології
4. Гідроенергетики, теплоенергетики та гідравлічних машин
5. Гідротехнічного будівництва та гідравліки

Філії кафедр на підприємствах, наукові лабораторії, центри підготовки та перепідготовки кадрів
1. Науково-дослідна лабораторія АСУ і САПР
2. Науково-дослідна лабораторія сільськогосподарського водопостачання та очистки води
3. Науково-дослідна лабораторія систем подачі і розподілу води
4. Науково-дослідна лабораторія водних систем
5. Атестована гідрохімічна лабораторія
6. Відділ гідрогеологічних досліджень та буріння свердловин
7. Науково-дослідна лабораторія очистки стічних вод АПК
8. Головний проектно-розвідувальний інститут «Укрводпроект»
9. Державний комітет Криму з водного господарства
10. Інститут гідротехніки і меліорації Української академії аграрних наук

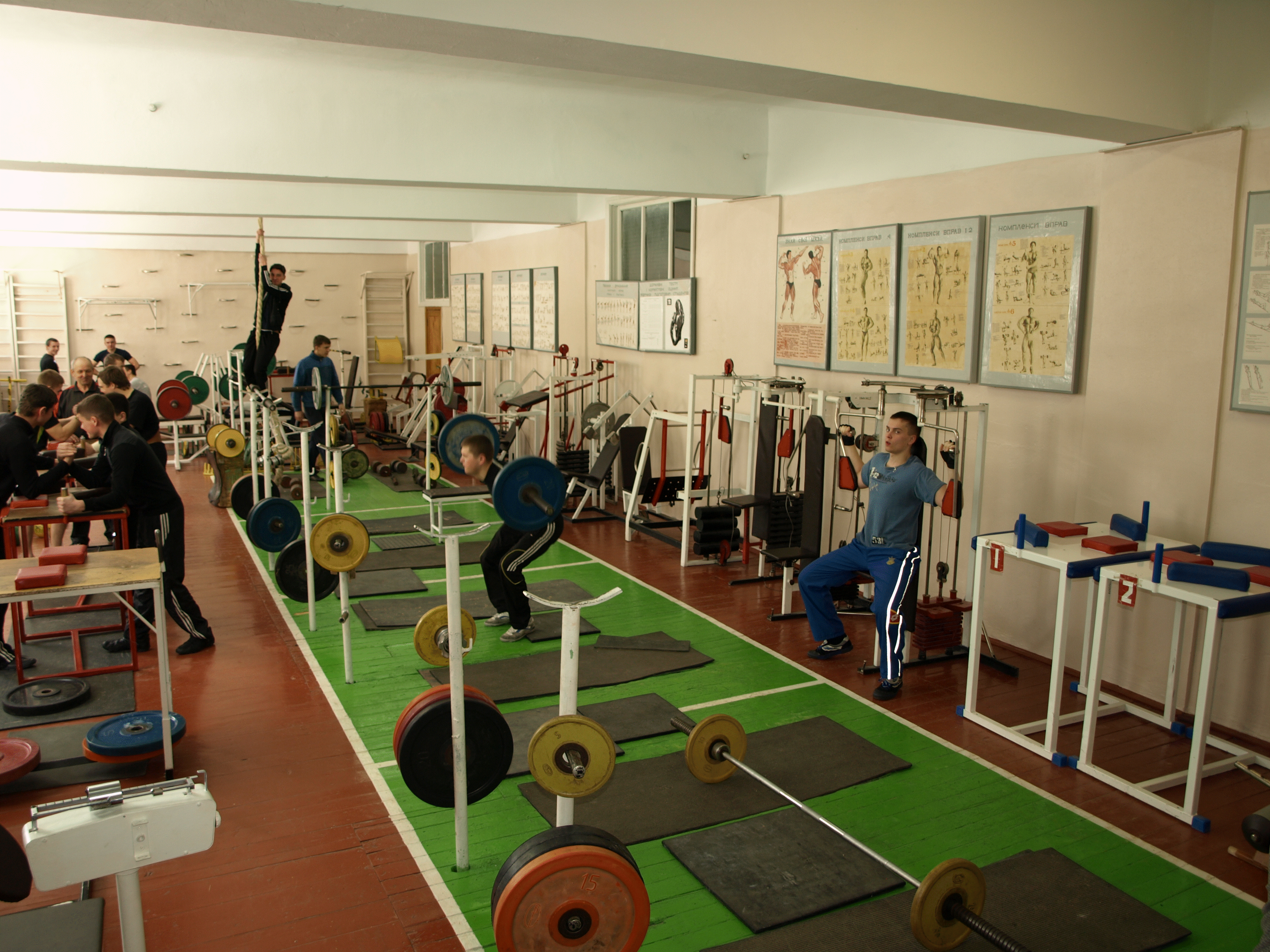
Тренажерна зала

11. НВО «Еліта»
12. «Поліссяводбуд»
13. Рівненський облводгосп

Навчальні науково-виробничі комплекси
1. «Вода: технологія, екологія»
2. «Водогосподарник»
3. «Гідротехнік»
4. «Теплогазопостачання»

### Навчально-науковий інститут Економіки, менеджменту та права

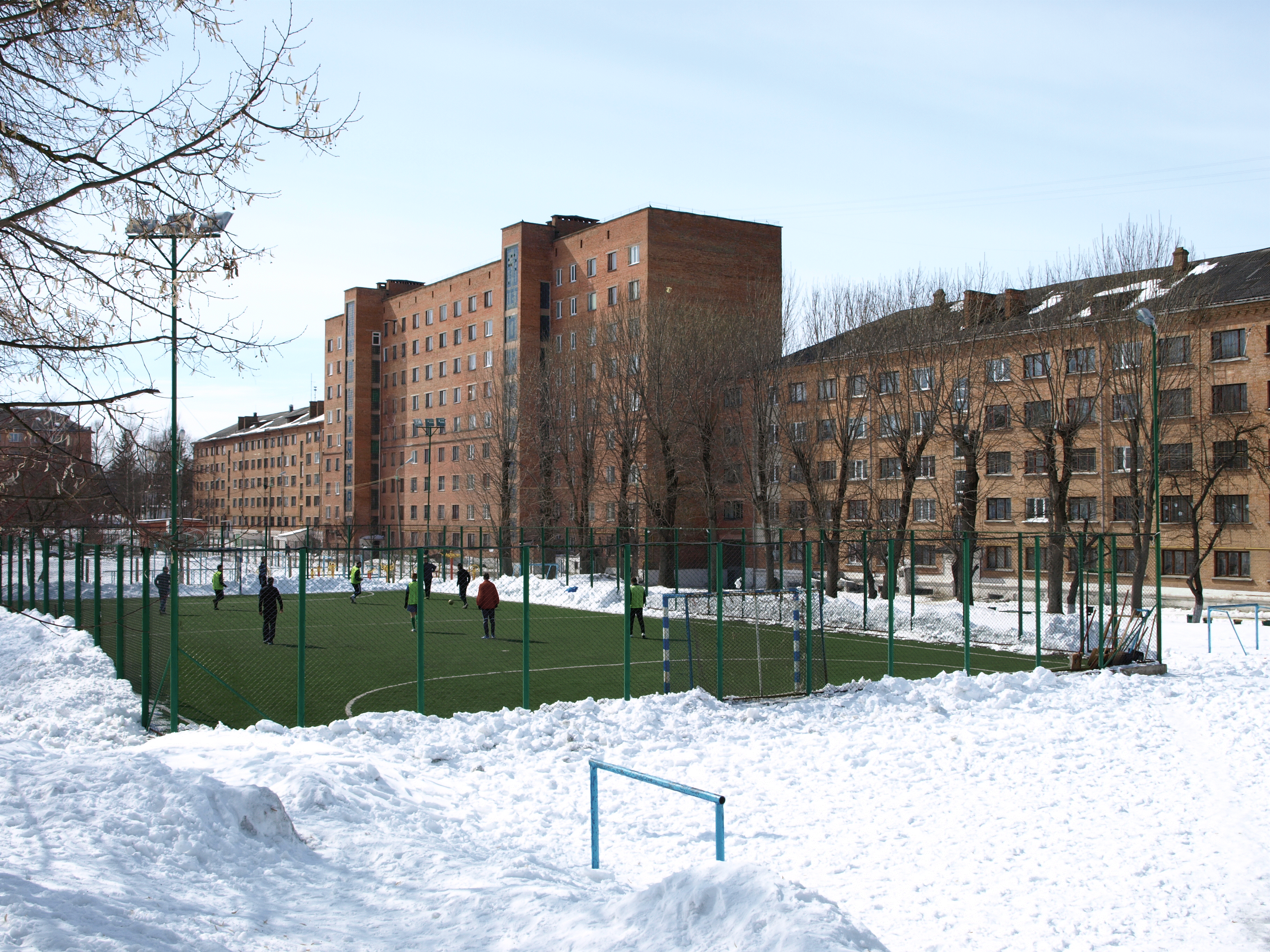
Стадіон

Кафедри
1. Державного управління, документознавства та інформаційної діяльності
2. Економіки підприємства
3. Економічної теорії
4. Економічної кібернетики
5. Іноземних мов
6. Маркетингу
7. Менеджменту
8. Міжнародної економіки
9. Обліку і аудиту
10. Трудових ресурсів і підприємництва
11. Українознавства
12. Філософії
13. Фінансів та економіки природокористування

Філії кафедр на підприємствах, наукові лабораторії, центри підготовки та перепідготовки кадрів
1. Наукова-педагогічна лабораторія «Пошук»
2. «Водопроект»

Навчальні науково-виробничі комплекси
1. «Економіст»
2. «Обліковець і аудитор»

### Навчально-науковий інститут Агроекології та землеустрою

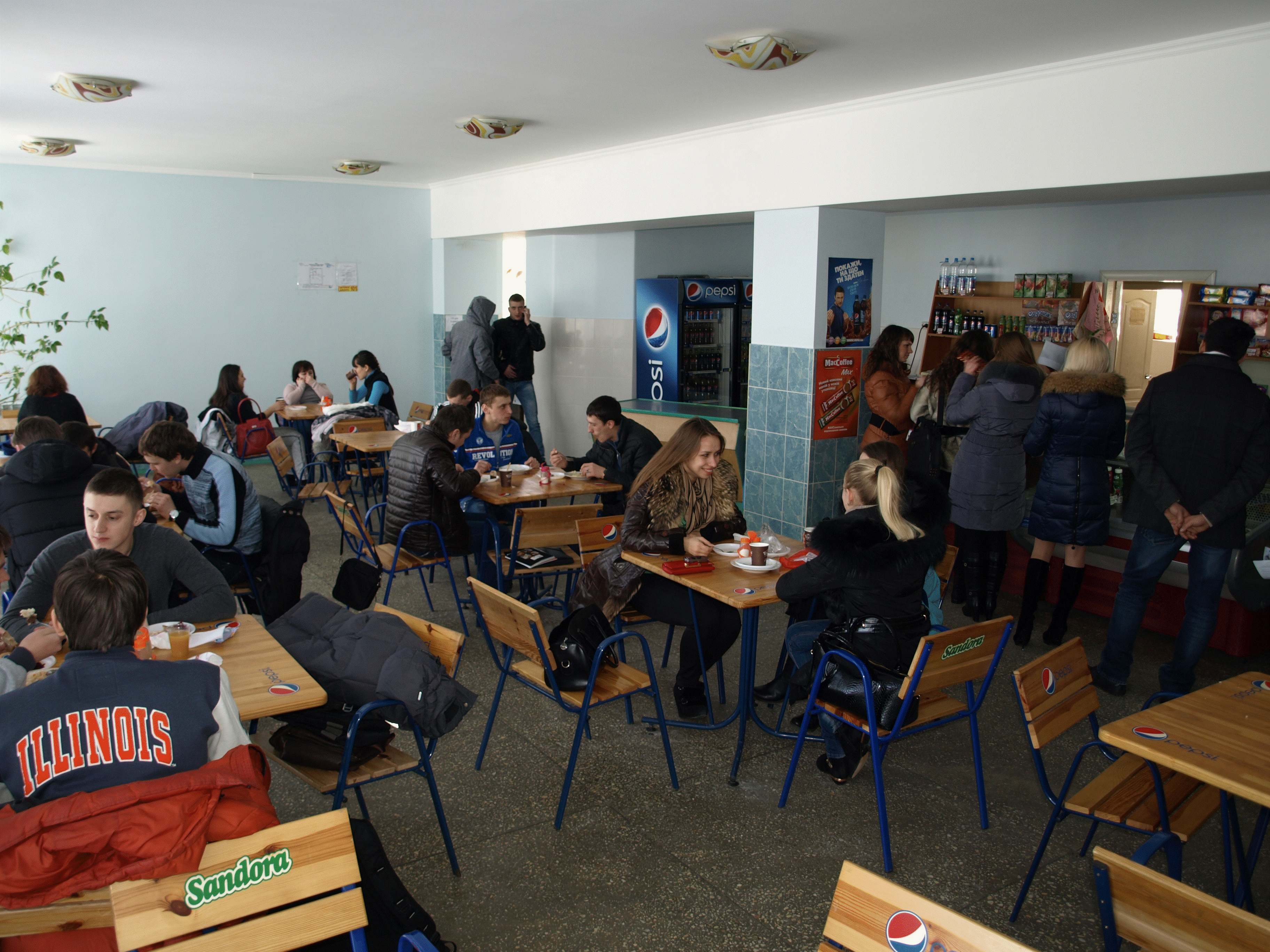
Їдальня

Кафедри
1. Агрохімії, ґрунтознавства та землеробства
2. Водних біоресурсів
3. Геодезії та картографії
4. Екології
5. Здоров'я людини і фізичної реабілітації
6. Землеустрою, кадастру, моніторингу земель та геоінформатики
7. Туризму
8. Хімії та фізики
9. Теорії та методики фізичного виховання

Наукові лабораторії, центри підготовки та перепідготовки кадрів
1. База практики кафедри геодезії та землевпорядкування «Решуцьк»
2. Науково-дослідна лабораторія геоінформатики

Навчальні науково-виробничі комплекси
1. «Землевпорядник»

### Навчально-науковий Механіко-енергетичний інститут
Кафедри
1. Автомобілів та автомобільного господарства
2. Будівельних, дорожніх, меліоративних, сільськогосподарських машин і обладнання
3. Розробки родовищ та видобування корисних копалин
4. Теоретичної механіки, інженерної графіки та машинознавства
5. Транспортних технологій і технічного сервісу

Центри підготовки та перепідготовки кадрів
1. Центр навчально-виробничої підготовки студентів у с. Любомирка
2. Центр підготовки та перепідготовки водіїв

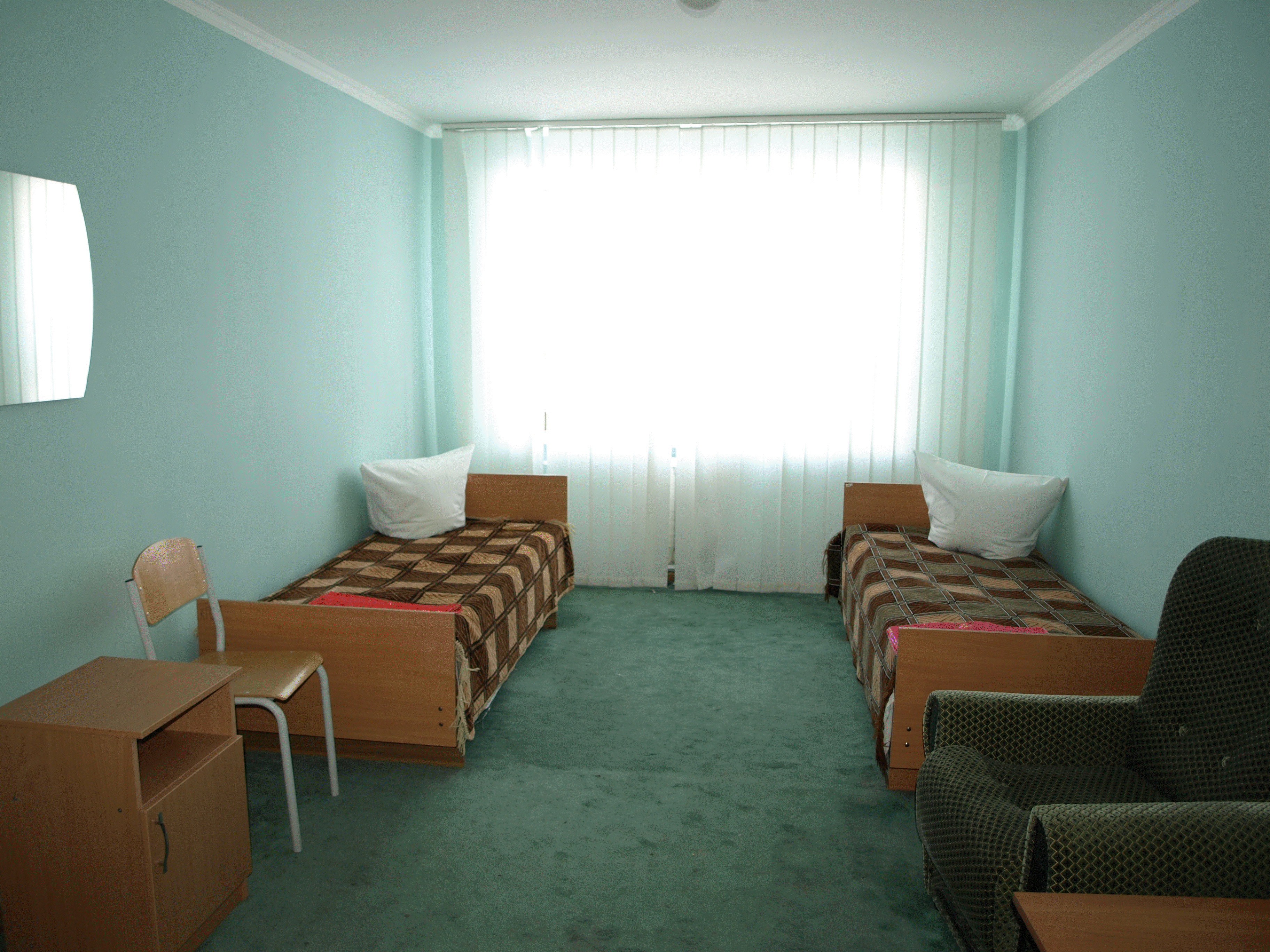
Гуртожиток

Навчальні науково-виробничі комплекси
1. «Автомобіліст»
2. «Гірник»
3. «Механік»

### Навчально-науковий інститут Кібернетики, інформаційних технологій та інженерії
Кафедри

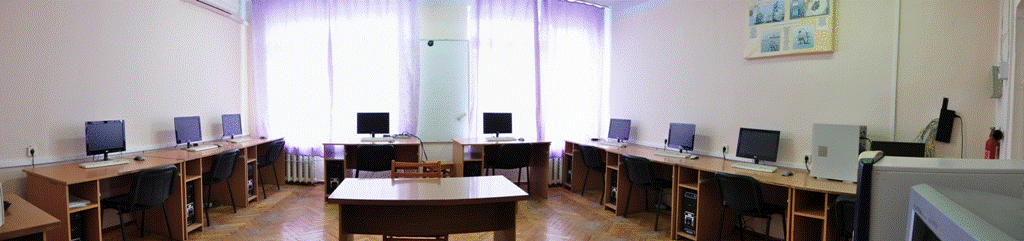
Комп'ютеризована аудиторія

1. Автоматизації, електротехнічних та комп'ютерно-інтегрованих технологій

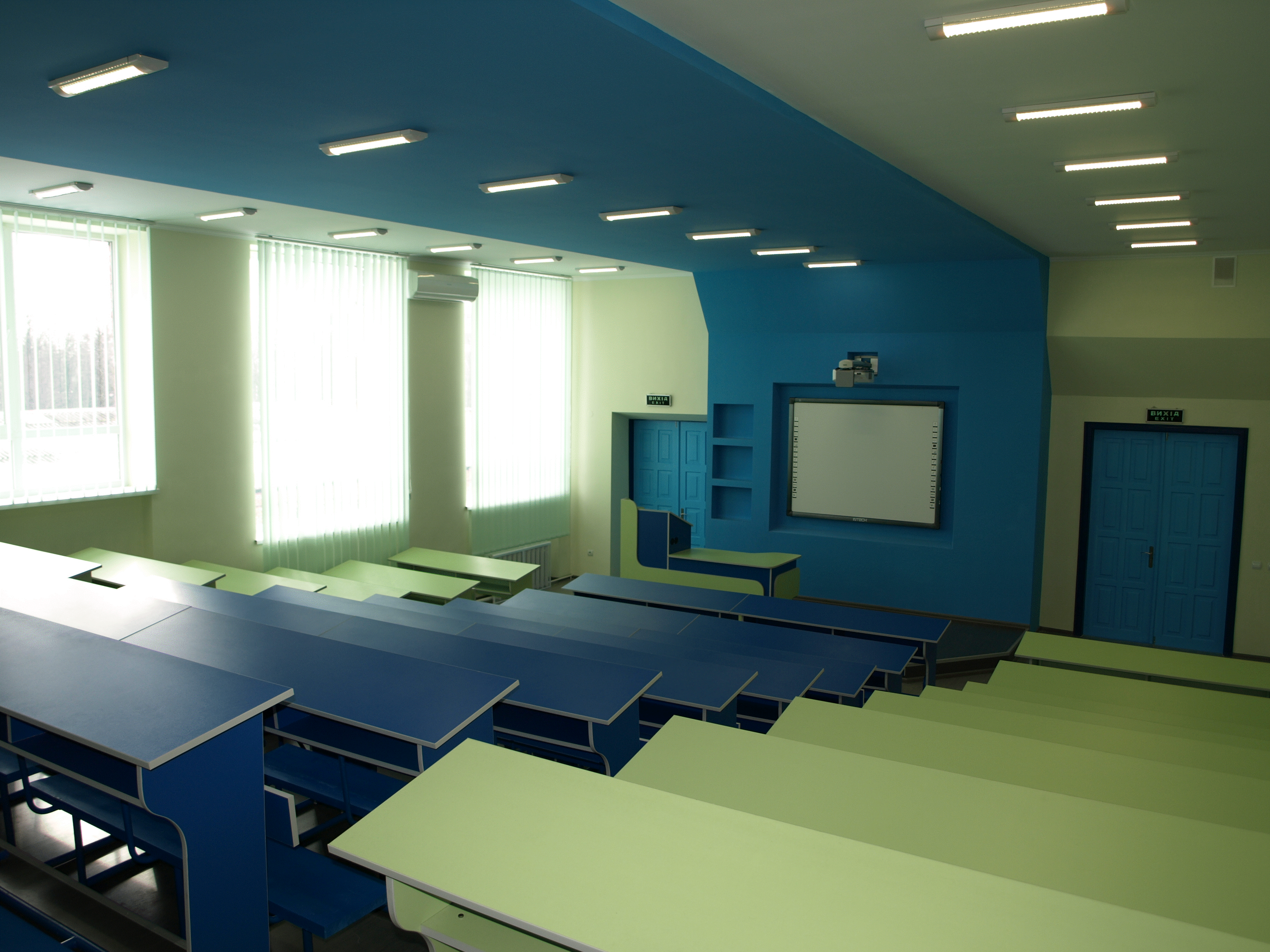
Аудиторія обладнана інтерактивною дошкою

2. Вищої математики
3. Комп'ютерних наук
4. Обчислювальної техніки
5. Прикладної математики

Центри підготовки та перепідготовки кадрів
1. Центр підготовки та перепідготовки операторів ЕОМ

Навчальні науково-виробничі комплекси
1. «Кібернетик»

### Навчально-науковий інститут Права
Кафедри
1. Конституційного права та галузевих дисциплін
2. Міжнародного права та юридичної журналістики
3. Спеціальних юридичних дисциплін
4. Суспільних дисциплін

### Відокремлені підрозділи
Рівненський автотранспортний коледж НУВГП
Адреса: м. Рівне, вул. Відінська, 35 
|
Костопільський будівельно-технологічний коледж НУВГП
Адреса: 35000, Рівненська обл., м. Костопіль, вул. Степанська, 14-а. 
Рівненський економіко-технологічний коледж НУВГП
Адреса: м. Рівне, вул. Литовська, 53. 
|
Технічний коледж НУВГП
Адреса: м. Рівне, вул. Орлова, 35. 
Березнівський лісотехнічний коледж НУВГП
Адреса: Рівненська область, м. Березне, вул. В. Чорновола, 23.
Надслучанський інститут НУВГП
Адреса: Рівненська обл, м. Березне, вул. Чорновола, 25. 
Інститут післядипломної освіти
Адреса: 33000, м. Рівне, вул. 24 Серпня, 11, ІПО НУВГП.
|
Інститут післядипломної освіти проводить навчальну діяльність відповідно до ліцензії Міністерства освіти і науки України і має право:
1. здійснювати перепідготовку фахівців освітньо-кваліфікаційного рівня бакалавр або магістр за всіма акредитованими в університеті спеціальностями;
2. здійснювати підвищення кваліфікації за базовими напрямами освітньої діяльності університету.

Навчально-науковий інститут заочно-дистанційного навчання
Адреса: м. Рівне, вул. Соборна, 11, навчальний корпус № 1
|
Навчально-науковий інститут заочно-дистанційного навчання був утворений наказом ректора НУВГП 05 лютого 2013 року. Попередником навчально-наукового інституту заочно-дистанційного навчання був відділ дистанційного освіти, створений наказом ректора № 53 від 30 січня 2004 р. , а для впровадження дистанційного навчання наказом ректора № 489 від 12 липня 2006 р. на базі відділу дистанційної освіти створено структурний підрозділ — «Центр дистанційного навчання» у складі двох відділів: відділу технологій дистанційного навчання та відділу методики дистанційного навчання.
До складу інституту входять:
1. Локальні центри дистанційно-заочного навчання.
2. Відділ дистанційного навчання.

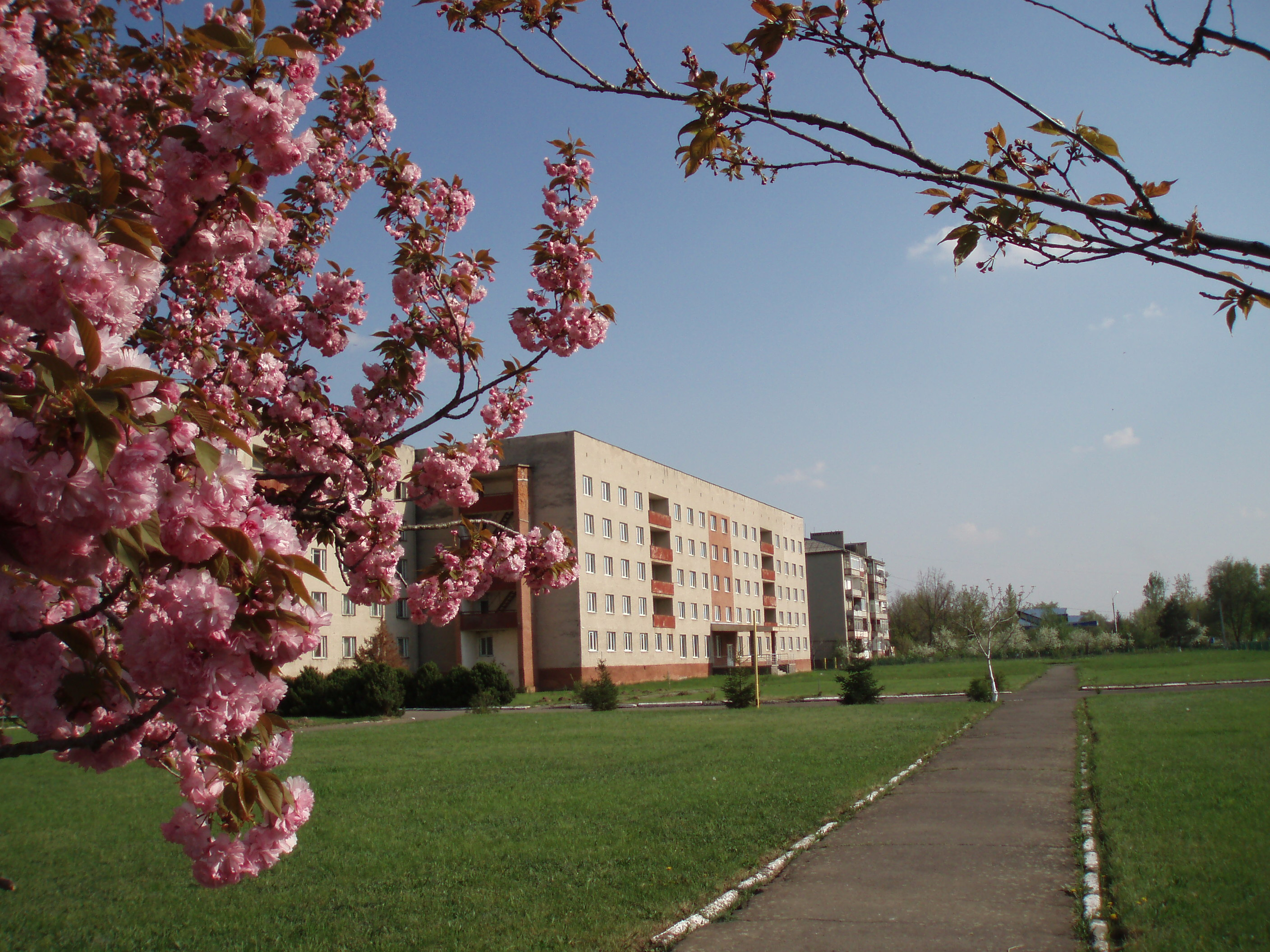
Закарпатський навчально-консультаційний центр

Закарпатський локальний центр дистанційного навчання.
Адреса: 90300, Закарпатська область, м. Виноградів, вул. І. Франка, 106
Південний локальний центр дистанційно-заочного навчання
Адреса: м. Одеса, вул. Гайдара 13, каб 314
Північний локальний центр дистанційно-заочного навчання
Адреса: 17500, Чернігівська обл., м. Прилуки, вул. Київська, 178.
Східний локальний центр дистанційно-заочного навчання
Західний центр дистанційно-заочного навчання
Адреса: 80110, Львівська обл., м. Червоноград, вул. В. Стуса, 17.
|

## Навчальні корпуси

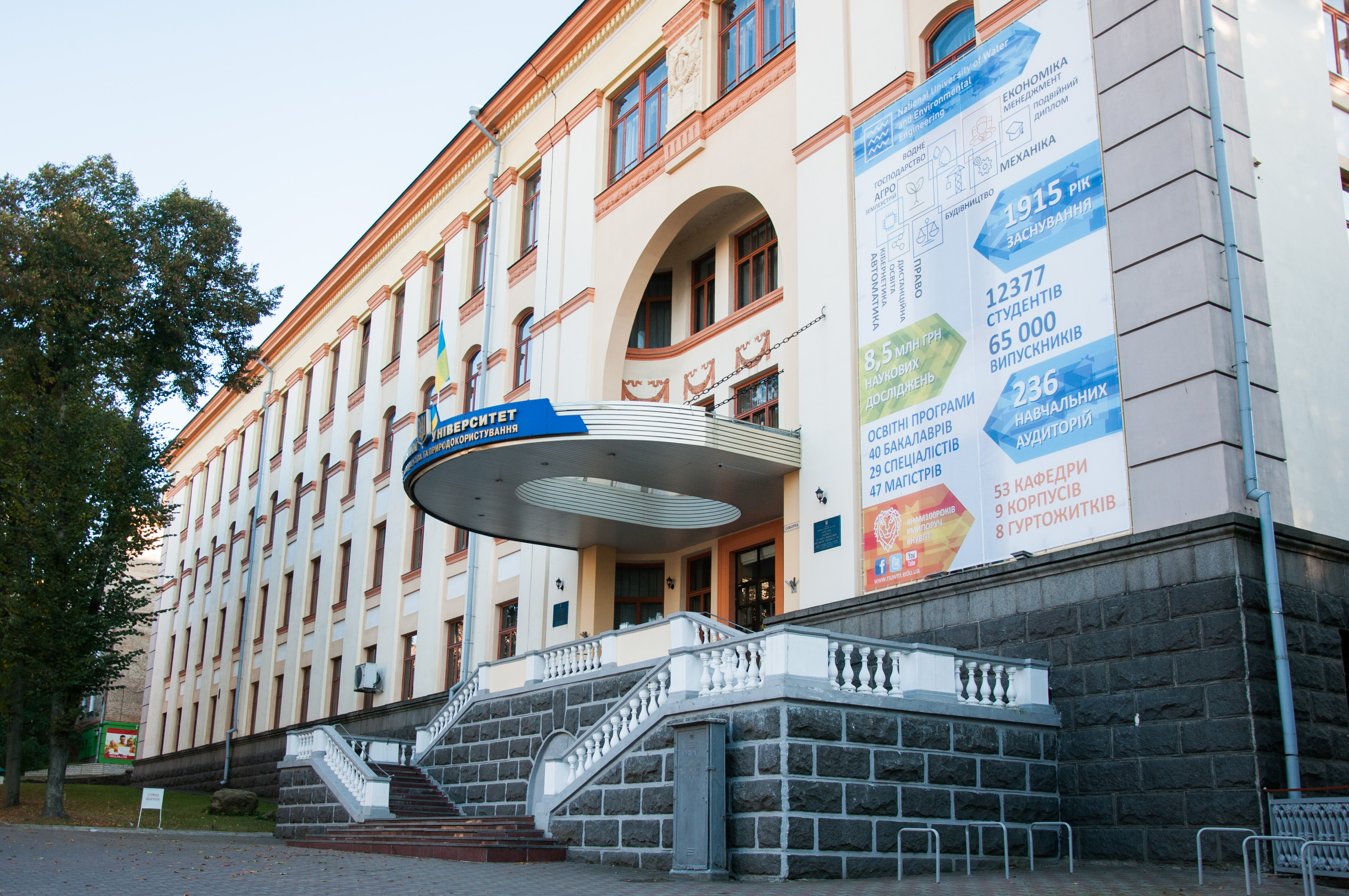
Навчальний корпус №1      вул. Соборна, 11

## Ректори
Керівники університету
- Ранній та довоєнний період
  - Нерехтський В. Д. (1922—1923 рр)
  - Вітров О. Я. (1923—1927 рр)
  - 1927—1928 — Михайлов І. Є.
  - 1928—1930 — Мазуркевич Г. С.
  - 27.08.1930-27.12.1930 — Луковський М. П.
  - 1930-28.01.1934 — Горбач С. П.
  - 1934-08.10.1934 — Гзовський І. С.
  - 1934—1936 — Коротун С. Т.
  - 1936—1938 — Бобко С. К.
  - 22.03.1938-14.08.1941 — Горецький Є. І.
- Післявоєнний київський період
  - 01.12.1943-1947 — Скобліков П. А.
  - 1947—1948 — Салата П. В.
  - 1948—1959 — Семенов К. С.
- Рівненський період
  - 1959—1970 — Семенов К. С.
  - 1970—1998 — Вознюк С. Т.
  - 1998—2005 — Кравець С. В.
  - 2005—2012 — Гурин В. А.
  - 2012—2014 — Сорока М. П.
  - Мошинський Віктор Степанович (2014 і на даний час)[3]

## Відомі особистості
- Аксентьєв Георгій Миколайович (1907—1972) — випускник 1932 року, кандидат географічних наук, доцент, засновник «берегознавства» в Україні.
- Левківський Віктор Сергійович (1965—2015) — (посмертно) Збройних сил України, учасник російсько-української війни 2014—2017.
- Мірошник В'ячеслав Володимирович (1971—2015) — старший лейтенант Збройних сил України, учасник російсько-української війни 2014—2017.
- Гопчак І. В. - заступник Голови Державного агентства водних ресурсів України
- Гуменюк В. С. працював заступником міністра Міністерства аграрної політики України 2006—2010 (випускник 1979 р.).
- Перехрест С. М., доктор технічних наук, працював радником з питань інженерних меліорацій в республіці Куба (випускник 1929 р.).
- Кудінов О. І. працював Міністром сільського та міського будівництва Казахстану (випускник 1932 р.).
- Шульга М. І. працював Міністром меліорації та водного господарства України (випускник 1929 р.).
- Денисенко І. І. працював Міністром водного господарства Казахстану (випускник 1934 р.).
- Ротань А. З. працював заступником Міністра рибної промисловості України (випускник 1931 р.).
- Скрипчинська Любов Володимирівна (1912 — ?) — доктор сільськогосподарських наук, професор кафедри сільськогосподарської меліорації, заслужений діяч науки УРСР.
- Ткач В. М. працював Міністром меліорації і водного господарства (випускник 1953 р.).
- Хорєв В. М. працював Міністром меліорації і водного господарства, головою Держводгоспу України (випускник 1964 р.).
- Семчук Г. М. кандидат технічних наук, лауреат Державної премії України, заступник Міністра регіонального розвитку, будівництва та житлово-комунального господарства України (випускник 1972 р.) (фото додається).
- Яцик А. В. працював помічником Міністра меліорації і водного господарства України, доктор технічних наук, професор, академік Української академії аграрних наук, заслужений діяч науки і техніки України, директор Українського науково-дослідного інституту водогосподарсько-екологічних проблем, завідувач кафедри водогосподарської екології, гідрології та природокористування НУВГП (випускник 1972 р.)
- Сташук В. А. — Голова Державного агентства водних ресурсів України, почесний професор НУВГП, (випускник гідротехнічного факультету 1977 р.) (фото додається).
- М'яч Дредбол — шоу-мен, ведучий фестивалів, MC, діджей «Радіо Трек», вокаліст гурту «Ворст» та екс-вокаліст гурту «Мій Батько П'є». (випускник 2007 р.)
- Пацула Йосип Михайлович — впродовж 15-ти років завідувач кафедри іноземних мов. Кандидат педагогічних наук.
- Ольга Земляк, випускниця факультету економіки і підприємництва у 2012 році на чемпіонаті Європи у Гельсінкі здобула золоту медаль в естафеті 4х400 метрів. Вперше в історії університету Земляк Ольга захищала спортивну честь України на Олімпійських іграх в Лондоні, у складі збірної команди України з легкої атлетики в естафеті 4*400 м вона зайняла почесне 4 місце (випускниця 2012 р.)
- Шкабара Олексій Степанович (1886—1959) — професор, завідувач кафедри луківництва Київського меліоративного інституту, фундатор науково-освітньої культури боліт та луківництва в українському Поліссі.

## Міжнародна діяльність
НУВГП — член міжнародних організацій:
- Європейської  організації PADOR, що містить базу даних європейських партнерів для реалізації грантових програм.
- Польсько-українського  клуб бізнесу — платформи  для сприяння ділової наукової активності його членів в Польщі та Україні.

Університет веде тісну співпрацю із зарубіжними ВНЗ: Люблінською Політехнікою, Консорціумом ініціаторів Кластера «Європа на Сході», Університетом Марії Кюрі-Склодовської, Міжнародним інститутом інновацій «Наука-Освіта-Розвиток» (Варшава), Варшавським університетом природничих наук SGGW, Польсько-українським клубом бізнесу, Жешувським університетом, Технічним університетом (Варна), Норвезько-Українською Торговою Палатою, Інститутом природокористування Національної академії наук Білорусі, Батумським державним університетом ім. Шота Руставелі, Східноєвропейським інститутом післядипломної освіти, Технічним університетом у Брно.
У  ВНЗ навчається понад 130 іноземних громадян.

## Співробітники університету, які мають державні, галузеві, спортивні звання та державні, відомчі, громадські нагороди
Акімова Людмила Миколаївна — Заслужений працівник освіти України, Грамота Верховної Ради України, Почесна Грамота Верховної Ради України.
Бабіч Євгеній Михайлович — Грамота Президії Верховної Ради України, Почесна грамота Кабінету Міністрів України.
Вознюк Степан Тихонович — Заслужений діяч науки і техніки України, Орден «За заслуги» ІІІ ступеня, Орден «Знак пошани», Орден «Трудового червоного прапора».
Дворкін Леонід Йосипович — Заслужений діяч науки і техніки України.
Дем'янюк Віктор Володимирович — Заслужений працівник освіти України.
Клименко Микола Олександрович — Заслужений діяч науки і техніки України. Орден «За заслуги» ІІІ ступеня.
Кожушко Леонід Федорович — Заслужений діяч науки і техніки України.
Комаревич Олександр Євгенович — Заслужений працівник фізичної культури і спорту України.
Мошинській Віктор Степанович — Заслужений працівник освіти України.
Польовий Володимир Мефодійович — Заслужений діяч науки і техніки України.
Савіна Наталія Борисівна — Заслужений діяч науки і техніки України.
Слюсарчук Василь Юхимович — Заслужений працівник освіти України, Лауреат Державної премії України в галузі науки і техніки.
Цимбалюк Валерій Іванович — Заслужений юрист України.
Черняга Петро Гервазійович — Заслужений працівник освіти України.
Ханін Ігор Григорович — Заслужений винахідник України. Орден «За заслуги» ІІІ ступеня.

## Нагороди та репутація
|                                      |  |  |
| Ювілейна монета НБУ присвячена НУВГП |  |  |

За визначні досягнення у підготовці фахівців, розбудові економіки держави та внесок у створення міжнародного іміджу України університет нагороджений орденом Дружби народів (1982 р.), занесений до «Золотої книги ділової еліти України», є неодноразовим переможцем рейтингів «Золота фортуна» і «Гордість міста», конкурсу «100 найкращих підприємств» у номінації «Вища освіта».
Прикладом високоефективної підготовки спеціалістів є кількість займаних ними керівних посад у системі Державного агентства водних ресурсів України, відсоток яких сягає майже 80 %.
У 2012 р. Університет був учасником і переможцем цілої низки міжнародних та всеукраїнських виставок, зокрема:
- 15-та Міжнародна виставка навчальних закладів «Сучасна освіта в Україні — 2012». Університет нагороджений золотою медаллю та дипломом за високі творчі досягнення в удосконаленні змісту навчально-виховного процесу національної системи освіти України.
- Третя Міжнародна виставка «Сучасні заклади освіти — 2012». НУВГП нагороджений золотою медаллю та дипломом у номінації «Діяльність вищого навчального закладу по підвищенню якості підготовки фахівців».
- Міжнародна виставка «Освіта та кар'єра — 2012». НУВГП нагороджено гран-прі та дипломом виставки «Освіта та кар'єра — 2012» у номінації «Досягнення у працевлаштуванні випускників ВНЗ».
- «Кращий роботодавець року» серед підприємств та організацій Рівненської області.
- Грамота Верховної Ради України за заслуги перед Українським народом.

## Сьогодні у закладі діє
- міжнародна система рівневої освіти вивчення іноземних мов на першому курсі;
- уніфіковані навчальні матеріали для всіх спеціальностей;
- вхідне тестування та кваліфікаційний іспит з іноземної мови відбувається в центрі незалежного оцінювання знань;
- запущено власний підрозділ Вікіпедії;
- створено власний Інтернет-магазин «Комора»;
- створено місце для вільного спілкування креативних людей освіти, бізнесу та студентів «Openoffice»;
- запроваджено  систему антиплагіату спільно з Unplag.com;
- можливість самостійного вибору дисциплін.